# نیکس (آلاباما)
نیکس (به انگلیسی: Nix) یک منطقهٔ مسکونی در ایالات متحده آمریکا است که در آلاباما واقع شده‌است. نیکس ۲۹۴٫۱۴ متر بالاتر از سطح دریا قرار دارد.